# Georg Ludwig Friedrich Laves

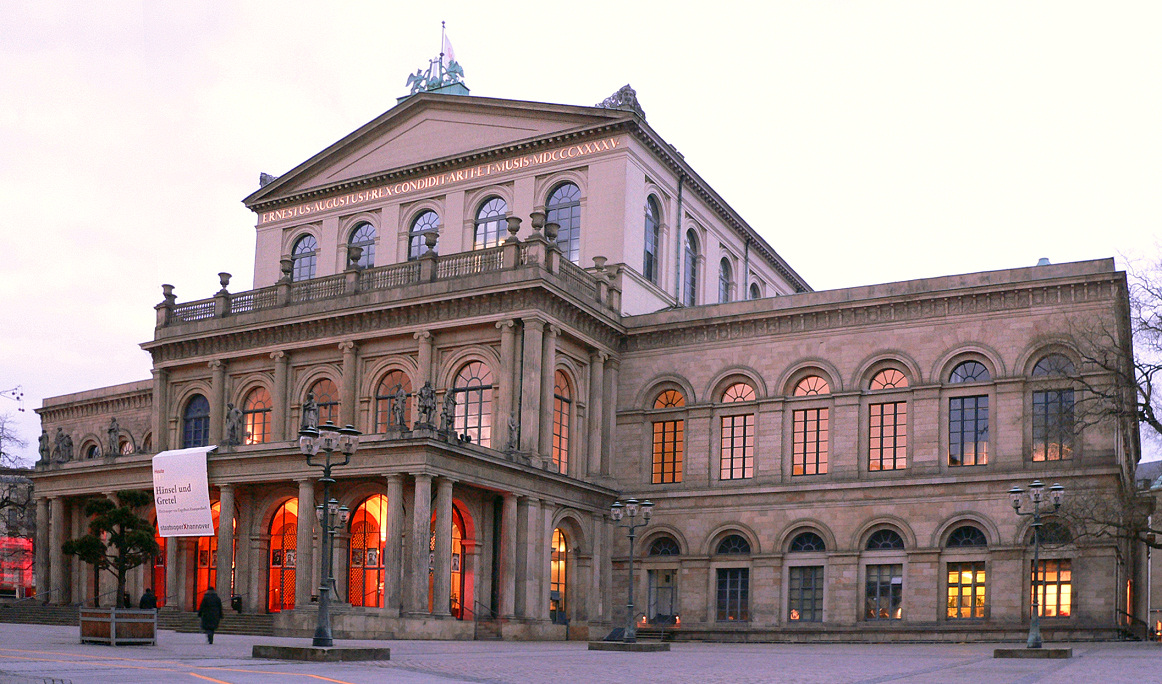
Opernhaus Hannover

Georg Ludwig Friedrich Laves, född 15 december 1788 i Uslar, död 30 april 1864 i Hannover, var en tysk arkitekt.
Efter studier i Kassel och studieresor blev han arkitekt hos kungen av Westfalen och var därefter bosatt i Hannover, där bland hans verk märks hans eget bostadshus, nuvarande Laveshaus (1822-24), Waterlooplatz med Waterloosäule (1826-32), den nya teatern (1852, nuvarande Opernhaus Hannover) samt en mängd privatbyggnader. Han uppfann ett konstruktionssystem, en blandning av järn- och träkonstruktioner för brobyggnad och övertäckning av stora rum.